# Fryzjer

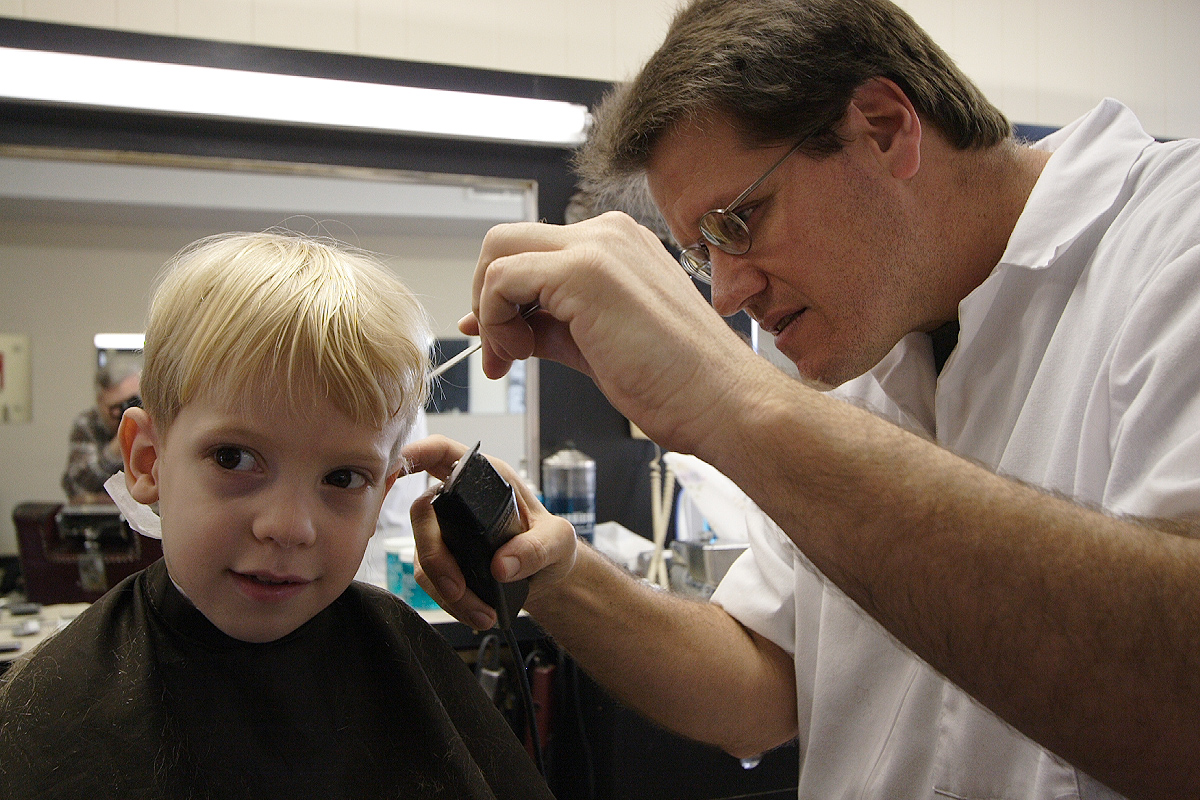
Fryzjer przy pracy (strzygący włosy)

Fryzjer (dawniej golarz) – rzemieślnik zajmujący się zgodnie z życzeniami klientów strzyżeniem włosów, ich pielęgnacją, układaniem, farbowaniem, myciem, dekoloryzacją.
Zawód fryzjera należy do grupy zawodów usługowych. Dzięki posiadanym umiejętnościom fryzjer może prowadzić własny zakład usługowy.